# 13 причин почему (сезон 3)
«13 причин почему» (англ. 13 Reasons Why) — американский драматический телесериал, основанный на одноимённом романе Джея Эшера 2007 года. Книга адаптирована для телеэкрана Брайаном Йорки. Диана Сон и Брайан Йорки являются шоураннерами телесериала. Премьера третьего сезона состоялась 23 августа 2019 на ТВ-канале Netflix.

## Сюжет
События третьего сезона разворачиваются через восемь месяцев после событий второго сезона. Клэй и его друзья изо всех сил пытаются замести следы за Тайлером после того, как он попытался устроить теракт на «Весеннем балу» в школе. Однако язвительная напряженность достигает точки кипения во время домашней игры в «Либерти Хай», что приводит к убийству Брайса Уокера. Студенты «Либерти Хай» снова оказываются втянутыми в передрягу, поскольку расследование смерти Брайса угрожает раскрыть их самые тёмные секреты.

## В ролях

### Основной состав
- Дилан Миннетт — Клэй Джэнсэн
- Грэйс Саиф — Ани Ачола — новая студентка в «Либерти Хай», у которой было неизвестное криминальное прошлое, впоследствии подружившаяся с Клэем и Джессикой.
- Кристиан Наварро — Тони Падилья
- Брэндон Флинн — Джастин Фоули
- Алиша Бо — Джэссика Дэвис
- Джастин Прентис — Брайс Уокер
- Майлс Хейзер — Алекс Стэндэлл
- Росс Батлер — Зак Дэмпси
- Девин Друид — Тайлер Даун
- Тимоти Гранадерос — Монтгомери де ла Круз
- Бренда Стронг — Нора Уокер — мать Брайса.

### Второстепенный состав
- Эми Харгривз — Лэйни Джэнсэн
- Джош Хэмилтон — Мэтт Джэнсэн
- Марк Пеллегрино — Билл Стэнделл
- Эрджэй Браун — Калеб
- Мишель Селена Анг — Кортни Кримсэн
- Энн Уинтерс — Хлоя
- Тайлер Барнхардт — Чарли Сэнт-Джордж — спортсмен из «Либерти Хай», который дружит с Монтгомери, но добр сердцем.
- Бекс Тэйлор-Клаус — Кэйси Форд — член РП и подруга Джессики.
- Остин Аарон — Люк Холидэй — спортсмен из «Либерти Хай».
- Харт Дэнтон — Дин Холбрук — студент из «Хиллкрест», который испытывает неприязнь к Брайсу.
- Дикен Блюман — Уинстон Уильямс — студент из «Хиллкрест», который связан с Монтгомери.
- Нана Менсах — Амара Джозефин Ачола — строгая мать Ани и домработница Уокеров.
- Бенито Мартинес — шериф Диас — расследует убийство Брайса.
- Маркус ДеАнда — мистер Де ла Круз — жестокий отец Монтгомери.
- Рэймонд Джей Барри — Харрисон Чатэм — больной отец Норы и дедушка Брайса.
- Мария Диззия — миссис Даун — мать Тайлера.
- Том Эверетт Скотт — мистер Даун — отец Тайлера.
- Стивен Уэбер — Гэри Болан — директор «Либерти Хай».
- Мэттью Алан — Сэт Мэсси — отчим Джастина.
- Дерек Люк — Кэвин Портер
- Кейт Уолш — Оливия Бэйкер
- Брайс Касс — Сайрус
- Чэлси Элдэн — МакКензи

## Список эпизодов
| № общий | № в сезоне | Название | Режиссёр        | Автор сценария | Дата премьеры   |
| --- | ---------- | --- | --------------- | --- | --------------- |
| 27 | 1          | «Да. Я новенькая» «Yeah. I'm the New Girl» | Майкл Моррис    | Брайан Йорки | 23 августа 2019 |
| Полицейские допрашивают Клэя об исчезновении Брайса. Клэй помнит последствия «Весеннего Бала», когда он скрывался, чтобы замести следы Тайлера и познакомился с Ани. Подозреваемый: Клэй Джэнсэн − из-за его велосипедного замка, найденного в комнате Брайса.                                                                            |            | |                 | |                 |
| 28 | 2          | «Если ты дышишь, то ты лжёшь» «If You're Breathing, You're A Liar»                                                                                      | Майкл Моррис    | Аллен МакДональд | 23 августа 2019 |
| Узнав о беременности Хлои, Клэй и Ани нанесли ей визит. Хлоя вспоминает, как она обращалась за советом к Заку для поддержки - о чём Брайс никогда не догадывался. Подозреваемый: Зак Дэмпси − из-за подарка, который дала ему Хлоя. |            | |                 | |                 |
| 29 | 3          | «Хороший человек неотличим от плохого» «The Good Person Is Indistinguishable From The Bad»                                                              | Джессика Ю      | Хэйли Тайлер | 23 августа 2019 |
| Когда полицейское расследование ставит школу на грань, Ани вспоминает, что Джессика поссорилась с Брайсом. Подозревая Джесс, Ани и Клэй начинают следить за ней. Подозреваемая: Джессика Дэвис − из-за письма, которое Брайс написал для неё.                                                                                             |            | |                 | |                 |
| 30 | 4          | «Озлобленный молодой человек» «Angry, Young And Man» | Джессика Ю      | Томас Хиггинс | 23 августа 2019 |
| После того как Тайлер признается, что у него все ещё есть пистолет, ребята начинают следить за ним в школе. Но их беспокойство усиливается, когда они узнают, что у Тайлера был мотив убить Брайса. Подозреваемый: Тайлер Даун − потому что у него всё ещё остался пистолет.                                                              |            | |                 | |                 |
| 31 | 5          | «Никто не чист» «Nobody's Clean» | Бронвэн Хьюз    | Трэвор Марти Смит | 23 августа 2019 |
| Полиция обыскивает школу, после обнаружения стероидов в машине Брайса. Алекс помнит, как Брайс поддерживал его после расставания с Джессикой. Подозреваемый: Алекс Стэндалл − из-за стероидов, найденных в машине Брайса. |            | |                 | |                 |
| 32 | 6          | «Вы можете узнать сердце человека по тому, как он скорбит» «You Can Tell the Heart Of A Man by How He Grieves»                                          | Бронвэн Хьюз    | Мфонисо Удофия | 23 августа 2019 |
| Полиция вызывает Тони на допрос. На похоронах Брайса, Ани раскрывает два чёртовых секрета. Подозреваемые: Тони Падилья − из-за того, что его «Мустанг» был в гараже Брайса; и Барри Уокер − из-за дочери, которую он скрывает. |            | |                 | |                 |
| 33 | 7          | «Имеется ряд проблем с Клэем Джэнсэном» «There Are A Number Of Problems With Clay Jensen»                                                               | Кэвин Доулинг   | Джулия Бикнэл | 23 августа 2019 |
| Полиция допрашивает Джастина и Клэя о ночи, когда Клэй угрожал пистолетом Брайсу. Клэй обнаруживает, что связь Ани и Брайса была ближе, чем он думал. Подозреваемые: Клэй Джэнсэн − из-за записи с камер видеонаблюдения, где он угрожает Брайсу пистолетом; и Ани Ачола − из-за того, что её нижнее бельё было найдено в комнате Брайса. |            | |                 | |                 |
| 34 | 8          | «В средней школе, даже в хороший день, трудно сказать, кто на твоей стороне» «In High School, Even On A Good Day, It's Hard To Tell Who's On Your Side» | Кэвин Доулинг   | Фелиша Марье | 23 августа 2019 |
| Мистер Портер беседует со студентами о Клэе, который заявил о своей невиновности миссис Уокер. Подозреваемый: Кевин Портер − потому, что у него тот же блокнот, что и у Брайса. |            | |                 | |                 |
| 35 | 9          | «Всегда жду следующих плохих новостей» «Always Waiting For The Next Bad News»                                                                           | Аврора Герерро  | М.К. Мэлоун | 23 августа 2019 |
| Полицейские считают Клэя лицом, заинтересованным в убийстве. Ани ловит Джастина на лжи, узнав, что Брайс выручил его из опасной ситуации. Подозреваемые: Джастин Фоули − потому, что у него есть коробка с оксикодоном Брайса; и Сэт Мэсси − потому, что у него есть часы Брайса.                                                         |            | |                 | |                 |
| 36 | 10         | «Мир приближается» «The World Closing In» | Аврора Герерро  | Сюжет : Рохит Кумар, Аллен МакДональд, Томас Хиггинс и Хэйли Тайлер Телесценарий : Аллен МакДональд, Томас Хиггинс, Хэйли Тайлер и Брайан Йорки | 23 августа 2019 |
| Мать Ханны, Оливия, возвращается в город. Убеждая Клэя защищать себя, она рассказывает, что отношения между Тони и Брайсом были больше, чем знал Клэй. Подозреваемая: Оливия Бэйкер − из-за голосового сообщения, которое она оставила Клэю, сказав, что Брайс заслуживает смерти, и что она хотела бы его убить.                         |            | |                 | |                 |
| 37 | 11         | «Есть несколько вещей, которые я тебе не сказал» «There Are A Few Things I Haven't Told You»                                                            | Кэвин Доулинг   | Хэлен Шанг | 23 августа 2019 |
| Когда полицейские приближаются к Клэю, их главному подозреваемому, жестокая драка на матче показала, что у всех была причина убить Брайса. Подозреваемый: Клэй Джэнсэн − из-за сообщений, найденных в его телефоне, угрожающие Брайсу. |            | |                 | |                 |
| 38 | 12         | «А потом налетел ураган» «And Then The Hurricane Hit»                                                                                                   | Кэвин Доулинг   | Сюжет : Томас Хиггинс, Хэйли Тайлер и Трэвор Марти Смит Телесценарий : Аллен МакДональд, М.К. Мэлоун и Хэлен Шанг                               | 23 августа 2019 |
| Напряжение в связи с арестом Клэя заставляет его друзей принимать рискованные решения. Раскрывается полная история стычки, которая произошла на матче. Подозреваемая: Ани Ачола − из-за красной краски на её одежде. |            | |                 | |                 |
| 39 | 13         | «Пусть мёртвые хоронят мёртвых» «Let The Dead Bury The Dead»                                                                                            | Джон Ти Крэчмер | Брайан Йорки | 23 августа 2019 |
| Клэя освобождают под залог, а Ани разрабатывает план, чтобы его полностью оправдали. И, наконец, раскрывается вся правда об убийстве Брайса. Подозреваемый: Монтгомери де ла Круз − из-за разборки с Брайсом в раздевалке. |            | |                 | |                 |

## Саундтрек
13 Reasons Why (Season 3) — официальный саундтрек-альбом к 3-му сезону сериала «13 причин почему». Релиз состоялся 23 августа 2019 года под руководством лейбла Interscope Records. На данном альбоме собраны такие известные исполнители как 5 Seconds of Summer, Charli XCX, Anne-Marie.
Официальным синглом в поддержку альбома стала песня «f**k, i’m lonely», в исполнении Lauv и Anne-Marie. Премьера видеоклипа состоялась 1 августа 2019 года.